# Бопомофо
Бопомофо или џујин фухао, често скраћено џујин је фонетски систем за транскрипцију кинеског језика, пре свега мандаринског, за људе који уче читање, писање или говор мандаринског језика. Овај полу-слоговник је тренутно у широкој употреби у Републици Кини (Тајвану) (погледајте Употребе). Састоји се од 37 слова и 4 тонске белешке, који је свеобухватан систем којим се могу преписати сви могући гласови у мандаринском.
Иако се често мисли као алфабет, џујин се не темељи на сугласницима и самогласницима већ на слоговни почетак и слоговној риму. Темељи се на кинеским табеле рима, али са дијакритикама него са различитим римама за тонове. Као у алфабету, сугласници (слогани почетници) се представљају са различитим словима и чине 21 од 37 слова. Међутим, осим полувокала, свака рима има различита слова, које спајају самогласнике, двогласнике, и завршне сугласнике. На пример, луан је написано ㄌㄨㄢ (л-у-ан), где задње слово ㄢ представља читав завршетак -ан. Ти завршеци чине остала 16 слова џујина. (Међутим, завршеци -п,-т,-к, који се не налазе у мандаринском, писани су као потписана слова после завршетка која представља само самогласник.)

## Име
У свакодневном говору, џујин је познат као бопомо или бопомофо (ㄅㄆㄇㄈ) по првим словима у алфабету. У службеним документима, понекад се зове „Мандарински фонетски симболи 1“ (國語注音符號第一式), скраћено „МФС 1“ (注音一式); Број се служи како би се разликовао од мање познатог колеге, МФС 2 који је систем романизације изумљени око истог периода, али сада укинут (усп. романизација кинеског у Тајвану).

## Историја
Комисија за унификацију изговора, коју је предводио Ву Цин-ханг 1912 - 1913, је створила систем зван гуојин зиму (кин: 國音字母; пин: guóyīn zìmǔ; досл. 'национални изговор слова') или џујин зиму (кин: 註音字母/注音字母; пин: zhùyīn zìmǔ; досл. 'слова за записивање звука') који се темељи на Џанг Бинглиновом стенографијом.
Нацрт је објављен 11. јула 1913. од стране Националног министарства за образовање Републике Кине, али није званично проглашен до 23. новембра 1928. Џујин зиму (zhùyīn zìmǔ) је преименован џујин фухао (zhùyīn fúhào) у априлу 1930.
Коришћење џујина настављен је након 1949. у Републици Кини на Тајвану. У континенталној Кини, џујин је замењен са пинјин системом која је објавила Народна Република Кина. 
Тајванско Министарство образовања је много година настојао да се коришћење џујина промени у корист система темељен на латинским словима (као што су МФС 2). Међутим, ове транзиција је изузетно спора због потешкоћа са учењем учитеља основних школа.

## Употребе

### Унос
Џујин се може користити као начин уноса за кинеске карактере. Један је од неколико начина уноса који се може пронаћи на већини модерних рачунара. Такође је један од неколико начина уноса који се може користити за уношење кинеских карактера на неким мобилним телефонима.

### Преводи на екрану
Софтвер за кинески превод на екрану се може користити на неколико начина. За студенте које уче кинески, џујин је један од начина како могу учити да изговарају мандарински. 
У поређењу са пинјином, џујинова је компактнија са алфабетом што олакшава учење за неке студенте - без посебних правила изговора који морају се запамтити. 

## Порекло слова
Џујин слова су створене од стране Џанг Бинглина, где су симболи углавном преузети из античких или рукописних кинеских карактера, или делова тих карактера. Савремена читања садржи звук који представља свако слово.
| Џујин | Џујин | Порекло |
| ----- | ----- | --- |
| ㄅ    |       | Од 勹, горњег дела 包 bāo |
| ㄆ    |       | Од 攵, спајајућег облика 攴 pū |
| ㄇ    |       | Од 冂, старинског облика кључа 冖 mì |
| ㄈ    |       | Од 匚 fāng |
| ㄪ    |       | Од 万 wàn, дијалектички vàn |
| ㄉ    |       | Од старинског облика 刀 dāo. |
| ㄊ    |       | Од 𠫓 tú, изврнуто 子 виђен на врху 充 |
| ㄋ    |       | Од старинског облика 乃 nǎi |
| ㄌ    |       | Калиграфски облик 力 lì |
| ㄍ    |       | Од некорисног карактера 巜 guài 'река' |
| ㄎ    |       | Од 丂 kǎo |
| ㄫ    |       | Од 兀 wù, дијалектички ngō |
| ㄏ    |       | Од 厂 hàn |
| ㄐ    |       | Од старинског карактера 丩 jīu |
| ㄑ    |       | Од старинског карактера ㄑ quǎn, графички корен карактера 巛 chuān (савремен 川)                                                            |
| ㄬ    |       | Од 广 iǎn, дијалектички nyiǎn |
| ㄒ    |       | Од 丅, печатног облика 下 xià. |
| ㄓ    |       | Од старинског облика 之 zhī. |
| ㄔ    |       | Од кључа 彳chì |
| ㄕ    |       | Од the старог карактера 𡰣 shī |
| ㄖ    |       | Полу-рукописни облик 日 rì |
| ㄗ    |       | Од кључа卩 jié, дијалектички zié |
| ㄘ    |       | Варијација 七 qī, дијалектички ciī. |
| ㄙ    |       | Од старог карактера 厶 sī, који је касније замењен својим сложеним 私 sī.                                                                   |
| ㄧ    |       | Од 一 yī |
| ㄨ    |       | Од 㐅, старинског облика 五 wǔ. |
| ㄩ    |       | Од the старинског карактера 凵 qū, које остаје као кључ                                                                                     |
| ㄚ    |       | Од 丫 yā |
| ㄛ    |       | Од некорисног карактера 𠀀 hē, удисања, изврнуто 丂 kǎo, који је сачуван као фонетска у сложеним 可 kě.                                     |
| ㄜ    |       | Проистиче из својег алофона у стандардном мандаринском, ㄛ o                                                                                |
| ㄝ    |       | Од 也 yě. |
| ㄞ    |       | hài, старинског облика 亥. |
| ㄟ    |       | Од 乁 yí, значење некорисног карактера 移 yí „ићи“.                                                                                         |
| ㄠ    |       | Од 幺 yāo |
| ㄡ    |       | Од 又 yòu |
| ㄢ    |       | Од некорисног карактера ㄢ hàn „на цвату“, сачувана, као фонетско сложење 犯 fàn                                                            |
| ㄣ    |       | Од 乚 yǐn |
| ㄤ    |       | Од 尢 wāng |
| ㄥ    |       | Од 厶, некорисног облика 厷 gōng |
| ㄦ    |       | Од 儿, доњи дио 兒 ér користи се као рукописни облик                                                                                        |
| ㄭ    |       | ()Од 市. Опционални самогласник за ㄓ, ㄔ, ㄕ, ㄖ, ㄗ, ㄘ, ㄙ који је представљен са „их“ у тонгјонг пинјину и ваде-гилесу и „и“ у пинјину. |

Џујин карактери обично се представљају у типографским облицима писма као да су нацртани са четкицом мастила. Они су кодирани у уникоду у бопомофо блоку, у распону U+3105..U+312D, укључујући и 3 дијалектних (не-мандаринских) слова у последња четири до последњег другог.

## Употребе
Ови фонетски симболи, понекад се појављују као руби карактери штампани уз кинеске знакове у књигама за малу децу, и у издањима класичних текстова. У рекламама, ти фонетски симболи се понекад користе за писање појединих речца (нпр. ㄉ уместо 的). Бопомофо слова су приказани на тастатури латинице (1 = бо, q = по, a = мо, и тако даље). 
За разлику од пинјина, искључива сврха џујина у основном образовању је да деца уче изговор стандардног мандаринског. Уџбеници свих предмета првог разреда (укључујући и мандарински) су у потпуности у џујину. Након те године, текстови у кинеским карактерима су у облику белешки (као фонетска водич уз ханзи. Око четвртог разреда, присуство џујинских белешки се увелико смањује. Школска деца уче та слова тако да могу укопчати изговор у кинеском речнику, и тако да могу наћи како писати речи за које знају само звук.
Пинјин, са друге стране, је вишенаменски. Осим као запис изговора, пинјин широко се користи у публикацијама у континенталној Кини. Неке књиге из континенталне Кине су објављени искључиво у пинјину без кинеских карактера. Циљ тих књиге су кинеске мањине и људи на западу који знају говор мандарински али још нису научили кинеске знакове. Постоји такође много књига, које су истовремено у ханзи и пинјину (као фонетски водич). Пинјин је једини стандард у континенталној Кини за романизацију кинеских географских и личних имена. Пинјин романизација већине кинеских имена постала је стандард у енглеском језику.
Џујин се такође користити за писање неких од формосанских језика, као што су атајални језик, сидикни језик , паивански језик , и таошки језик. За ове језике то је главни систем писања.
За некинеске говорнике мандаринског кинеског, џујин може бити користан као алат за учење, а уједно је и основа за кинеско браилово писмо.

## Писање
| Тон       | Џујин | Пинјин |
| --------- | ----- | ------ |
| 1         | нема  | ¯      |
| 2         | ˊ     | ´      |
| 3         | ˇ     | ˇ      |
| 4         | ˋ     | ˋ      |
| неутрални | ˙     | нема   |

Џујин слова су писани као кинески карактери, укључујући општи редослед потеза и позиције. Они су увек постављени десно од кинеских карактера, било да ли су карактери постављени усправно или водоравно. Технички, то су руби карактери. Веома ретко оно ће се појавити на врху кинеских карактера када писани водоравно као што је фуригана написана на врху канђи у јапанском тексту. Пошто слоговни блок садржи обично два или три џујин слова (која се уклапају у квадратном облику) су који стављени једну на врху другог, блокови су правоугаоници.
Овде је пример речи „боца“.
| 瓶 | ㄆ ㄧ ㄥ ˊ |
| 子 | ㄗ         |

| ㄆㄧㄥˊ | ㄗ |
| 瓶      | 子 |

Тонски знакови су стављени у ханју пинјину осим што први тон нема тон белешку и неутрални тон је означен са тачкицом, док ханју пинјин има знак за први тон и обично занемарује тачку. Тонгјонг пинјин у Тајвану користи идентичне тонске знакове џујина. Тачка неутралног тона је једина ознака која се налази на врху усправног џујинског слоговног блока; преостала три су усправно на десној страни карактера.
Тонски симболи који се користе у џујин фухао:
<<span=2 style="font-size: 15pt">ˊ> 2. тон,
<<span=2 style="font-size: 15pt">ˇ> 3. тон,
<<span=2 style="font-size: 15pt">ˋ> 4. тон,
<<span=2 style="font-size: 15pt">˙> 5. или неутрални тон.
Тонски знаци су понекад у редовном стилу писма, који одговарају повезаним кинеским знаковима, и имају исти основни облик као пинјин тон симболи. Међутим, они се разликују у детаљима. Дебљи крај џујинског узлазног тона је увек на доњој левој страни, а у пинјину је равна црта равномерне ширине. Трећи тонски знак показује највеће варијације.
Џујинска тон симболизација је коришћена у романизацији спонзорисана од НРК и израђена од стране Савета за промоцију мандаринског. Тон симболи у том систему су били су идентичне са џујин тон симболима, осим да нису били у калиграфији редовног стила, али у западном фонтском лицу и тако су слични тон симболима који се користе у пинјину.
Већина џујин слова су писани у истим редом потеза као кинески знакови. На пример, оба џ (ㄓ) и р (ㄖ) су писани у три потеза.

## Џујин прематонгјонг пинјиниханју пинјин
Џујин и пинјин се темеље на истим мандаринским изговорима, стога је углавном 1-на-1 мапирање између два система. У табели испод, 'џујин' и 'пинјин' стубови приказују једнакост.
【】представља облик се користи у комбинацији са другим словима.
Упоређење између пинјина и џујина за стандардни мандарински језик може бити урађено у односу на транскрипцију различитих слогова код чланка: Упореде кинеских фонетских система.

}-

| Почетници | Почетници       | Почетници     | Почетници     | Почетници                |
| Џујин     | Тонгјонг пинјин | Ханју пинјин  | Вејд-Џајлс    | Пример(џујин, пинјин) -{ |
| --------- | --------------- | ------------- | ------------- | ------------------------ |
| ㄅ        | b               | b             | p             | 八 (ㄅㄚ, bā)            |
| ㄆ        | p               | p             | p'            | 杷 (ㄆㄚˊ, pá)           |
| ㄇ        | m               | m             | m             | 馬 (ㄇㄚˇ, mǎ)           |
| ㄈ        | f               | f             | f             | 法 (ㄈㄚˇ, fǎ)           |
| ㄉ        | d               | d             | t             | 地 (ㄉㄧˋ, dì)           |
| ㄊ        | t               | t             | t'            | 提 (ㄊㄧˊ, tí)           |
| ㄋ        | n               | n             | n             | 你 (ㄋㄧˇ, nǐ)           |
| ㄌ        | l               | l             | l             | 利 (ㄌㄧˋ, lì)           |
| ㄍ        | g               | g             | k             | 告 (ㄍㄠˋ, gào)          |
| ㄎ        | k               | k             | k'            | 考 (ㄎㄠˇ, kǎo)          |
| ㄏ        | h               | h             | h             | 好 (ㄏㄠˇ, hǎo)          |
| ㄐ        | j               | j             | ch            | 叫 (ㄐㄧㄠˋ, jiào)       |
| ㄑ        | c               | q             | ch'           | 巧 (ㄑㄧㄠˇ, qiǎo)       |
| ㄒ        | s               | x             | hs            | 小 (ㄒㄧㄠˇ, xiǎo)       |
| ㄓ        | jhih 【jh】     | zhi 【zh】    | chih 【ch】   | 主 (ㄓㄨˇ, zhǔ)          |
| ㄔ        | chih 【ch】     | chi 【ch】    | ch'ih 【ch'】 | 出 (ㄔㄨ, chū)           |
| ㄕ        | shih 【sh】     | shi 【sh】    | shih 【sh】   | 束 (ㄕㄨˋ, shù)          |
| ㄖ        | rih 【r】       | ri 【r】      | jih 【j】     | 入 (ㄖㄨˋ, rù)           |
| ㄗ        | zih 【z】       | zi 【z】      | tzû 【ts】    | 在 (ㄗㄞˋ, zài)          |
| ㄘ        | cih 【c】       | ci 【c】      | tz'û 【ts'】  | 才 (ㄘㄞˊ, cái)          |
| ㄙ        | sih 【s】       | si 【s】      | ssû 【s】     | 塞 (ㄙㄞ, sāi)           |
| Финални   |                 |               |               |                          |
| Џујин     | Тонгјонг пинјин | Ханју пинјин  | Вејд-Џајлс    | Пример(џујин, пинјин) -{ |
| ㄚ        | a               | a             | a             | 大 (ㄉㄚˋ, dà)           |
| ㄛ        | o               | o             | o             | 多 (ㄉㄨㄛ, duō)         |
| ㄜ        | e               | e             | e             | 得 (ㄉㄜˊ, dé)           |
| ㄝ        | e               | ê             | eh            | 爹 (ㄉㄧㄝ, diē)         |
| ㄞ        | ai              | ai            | ai            | 晒 (ㄕㄞˋ, shài)         |
| ㄟ        | ei              | ei            | ei            | 誰 (ㄕㄟˊ, shéi)         |
| ㄠ        | ao              | ao            | ao            | 少 (ㄕㄠˇ, shǎo)         |
| ㄡ        | ou              | ou            | ou            | 收 (ㄕㄡ, shōu)          |
| ㄢ        | an              | an            | an            | 山 (ㄕㄢ, shān)          |
| ㄣ        | en              | en            | en            | 申 (ㄕㄣ, shēn)          |
| ㄤ        | ang             | ang           | ang           | 上 (ㄕㄤˋ, shàng)        |
| ㄥ        | eng             | eng           | eng           | 生 (ㄕㄥ, shēng)         |
| ㄦ        | er              | er            | erh           | 而 (ㄦˊ, ér)             |
| ㄧ        | yi 【i】        | yi 【i】      | yi 【i】      | 逆 (ㄋㄧˋ, nì)           |
|           | yin 【in】      | yin 【in】    | yin 【in】    | 音 (ㄧㄣ, yīn)           |
|           | ying 【ing】    | ying 【ing】  | ying 【ing】  | 英 (ㄧㄥ, yīng)          |
| ㄨ        | wu 【u】        | wu 【u】      | wu 【u】      | 努 (ㄋㄨˇ, nǔ)           |
|           | wun 【un】      | wen 【un】    | wen 【un】    | 文 (ㄨㄣˊ, wén)          |
|           | wong 【ong】    | weng 【ong】  | ng 【ung】    | 翁 (ㄨㄥ, wēng)          |
| ㄩ        | yu 【u, yu】    | yu 【u, ü】   | yü 【ü】      | 女 (ㄋㄩˇ, nǚ)           |
|           | yun 【un, yun】 | yun 【un】    | yün 【ün】    | 韻 (ㄩㄣˋ, yūn)          |
|           | yong            | yong 【iong】 | yung 【iung】 | 永 (ㄩㄥˇ, yǒng)         |

}-

## Кинески дијалекти и језици осим стандардног мандаринског
Три слова некада кориштене у нестандардним дијалектима мандаринског се сада такође користе за писање других кинеских језика.
| Слово | Пинјин -{ |
| ----- | --------- |
| 万    | v         |
| 兀    | ng        |
| 广    | ny        |

}-
Осим тога, дијакритике су коришћене за стварање нових слова за мин-нански језик и хаккаски дијалекат.
| Слово | Пинјин |  | Слово | Пинјин |  | Слово | Пинјин   |  | Слово | Пинјин    |
| ----- | ------ |  | ----- | ------ |  | ----- | -------- |  | ----- | --------- |
| ㆠ    |        |  | ㆦ    |        |  | ㆬ    | слоговни |  | ㆲ    |           |
| ㆡ    |        |  | ㆧ    |        |  | ㆭ    | слоговни |  | ㆳ    | ??        |
| ㆢ    |        |  | ㆨ    |        |  | ㆮ    |          |  | ㆴ    | Задње     |
| ㆣ    |        |  | ㆩ    |        |  | ㆯ    |          |  | ㆵ    | Задње     |
| ㆤ    |        |  | ㆪ    |        |  | ㆰ    |          |  | ㆶ    | Задње     |
| ㆥ    |        |  | ㆫ    |        |  | ㆱ    |          |  | ㆷ    | Задње [ʔ] |

*То су „замућени“ иницијали у миннанском и вуском наречју.